# Луиза (Кентаки)
Луиза (енгл. Louisa) град је у америчкој савезној држави Кентаки.

## Демографија
По попису из 2010. године број становника је 2.467, што је 449 (22,2%) становника више него 2000. године.
| Група             | 2000.         | 2010.         |
| Белци             | 1.986 (98,4%) | 2.413 (97,8%) |
| Афроамериканци    | 10 (0,5%)     | 12 (0,5%)     |
| Азијати           | 2 (0,1%)      | 1 (0,0%)      |
| Хиспаноамериканци | 4 (0,2%)      | 21 (0,9%)     |
| Укупно            | 2.018         | 2.467         |